# Tularosa
Tularosa ist eine Gemeinde im Otero County im US-Bundesstaat New Mexico.

## Geographie
In einer Entfernung von 15 Kilometer nördlich von Tularosa liegt der Verwaltungssitz Alamogordo. Etwa 110 Kilometer entfernt in südwestlicher Richtung befindet sich Las Cruces. Die Verbindungsstraße U.S. Highway 54 erreicht den Ort von Norden und trifft hier auf den von Osten kommenden U.S. Highway 70. Gemeinsam verlaufen sie anschließend nach Süden. Im Osten befinden sich die Sacramento Mountains.

## Geschichte

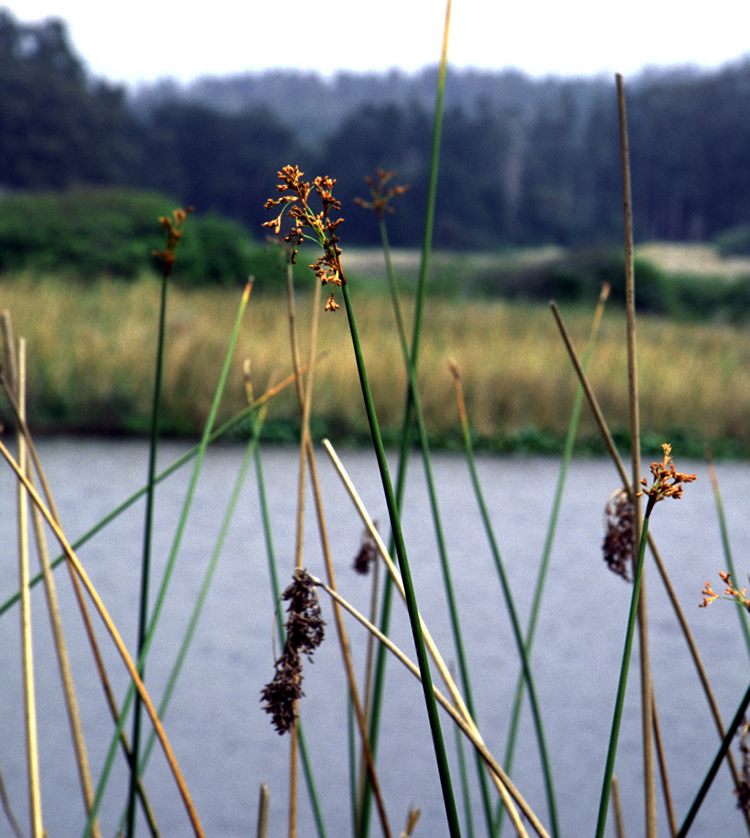
Nordamerikanische Teichbinsenart Schoenoplectus acutus

Tularosa verdankt seinen Namen spanischen Siedlern, die durch öde Wüstengebiete zogen und eine Trinkwasserstelle suchten. Als sie die am Wasser wachsende Teichbinsenart Schoenoplectus acutus, die im spanischen Sprachgebrauch als Tule bezeichnet wird und rotbraune bis rosa gefärbte (spanisch ebenfalls rosa) Blüten trägt, fanden, ließen sie sich dort nieder und nannten den Ort Tularosa. Da rosa im Spanischen auch „Rose“ bedeutet, bezeichnet sich der Ort, der sich tatsächlich auch gerne mit blühenden Rosen schmückt, heute zuweilen als City of Roses (Stadt der Rosen) und richtet in jedem Jahr im Mai ein Rosen-Festival aus (Rose Festival). Die offizielle Gründung als Village of Tularosa fand im Jahr 1863 statt. In der Folgezeit wuchs die Gemeinde und es wurden architektonisch wertvolle Häuser gebaut. 1979 wurde der Tularosa Original Townsite District mit der Saint Francis de Paula Church in das National Register of Historic Places aufgenommen.
Heute ist Tularosa, einer alten Tradition folgend weiterhin für die Herstellung von Adobe bekannt und auch als Ausgangspunkt für Touren zu dem in der Nähe gelegene White Sands National Monument touristisch aktiv.

## Demografie
Im Jahr 2012 wurde eine Einwohnerzahl von 2943 Personen ermittelt, was eine Zunahme um 2,8 % gegenüber dem Jahr 2000 bedeutet. Das Durchschnittsalter der Bewohner lag im Jahr 2012 mit 42,8 Jahren leicht unter dem Durchschnittswert von New Mexico, der 45,5 Jahre betrug.
59,3 % der heutigen Einwohner sind hispanischen und 2,7 % indianischen Ursprungs. Weitere Einwanderungsgruppen während der Anfänge der Stadt kamen zu 8,5 % aus England und zu 8,2 % aus Deutschland.

## Söhne und Töchter der Stadt
- Jan Clayton (1917–1983), Schauspielerin
- Kim Stanley (1925–2001), Schauspielerin